# دی‌سیکلوهگزیل‌آمین
دی سیکلوهگزیل آمین (به انگلیسی: Dicyclohexylamine) یک آمین نوع دوم با فرمول شیمیایی HN(C۶H۱۱)۲ است. این ماده به صورت مایعی بی‌رنگ است، اگرچه نمونه‌های تجاری آن ممکن است زرد به نظر برسند. بوی مانند بوی ماهی دارد که مخصوص آمین‌ها است. کمی در آب حل می‌شود. به عنوان یک آمین، یک باز آلی و پیش ساز مفید برای سایر مواد شیمیایی است.

## کاربردها
دی‌سیکلوهگزیل‌آمین کاربردهایی مشابه سیکلوهگزیل‌آمین دارد، یعنی تولید موارد زیر:
- آنتی‌اکسیدان‌ها در لاستیک و پلاستیک
- شتاب‌دهنده‌های ولکانش برای لاستیک
- بازدارنده‌های خوردگی در لوله‌های بخار و بویلرها
- مواد شیمیایی کشاورزی
- مواد شیمیایی نساجی
- کاتالیزورهای فوم پلی‌اورتان انعطاف‌پذیر